# Dschemdet Nasr
Koordinaten: 32° 43′ 5,3″ N, 44° 46′ 45,7″ O
Dschemdet Nasr (auch Ǧemdet Nasr, Djemdet Nasr, arabisch جمدة نصر, DMG Ǧamdat Naṣr) ist ein archäologischer Fundplatz in Mesopotamien, 40 km südöstlich von Babylon und Kiš gelegen. Die für Dschemdet Nasr charakteristische polychrome (bunte) Keramik, die aus der Zeit um 3100/3000 bis etwa 2900/2800 v. Chr. datiert, gab der Dschemdet-Nasr-Zeit, einer Entwicklungsstufe der mesopotamischen Kultur, die sich der Uruk-Zeit anschließt und die Fundschichten Uruk IV bis III umfasst, den Namen.
Diese Keramik zeichnet sich durch scharf abgesetzte Kanten und weit nach außen gezogene Gefäßränder aus. Ihre geometrische Bemalung ist rot, schwarz und gelblich. Die in Dschemdet Nasr gefundenen Tontafeln entsprechen denen, die man in Eanna, dem Kultzentrum für Inanna in der sumerischen Stadt Uruk in der Schicht IIIb gefunden hat. Sie weisen die archaische Schriftform auf. Der Gott Enlil wird auf diesen Schrifttafeln zum ersten Mal erwähnt.